# Bucks Horn Oak
Bucks Horn Oak – wieś w Anglii, w hrabstwie Hampshire, w dystrykcie East Hampshire. Leży 40 km na wschód od miasta Winchester i 63 km na południowy zachód od Londynu.